# Ожак (Приморски Шарант)
Ожак (фр. Aujac) насеље је и општина у западној Француској у региону Поату-Шарант, у департману Приморски Шарант која припада префектури Сен Жан д'Анжели.
По подацима из 2011. године у општини је живело 329 становника, а густина насељености је износила 37,69 становника/km². Општина се простире на површини од 8,73 km². Налази се на средњој надморској висини од 24 метара (максималној 33 m, а минималној 16 m).

## Демографија
| 1962. | 1968. | 1975. | 1982. | 1990. | 1999. | 2011. |
| ----- | ----- | ----- | ----- | ----- | ----- | ----- |
| 369   | 373   | 363   | 351   | 321   | 325   | 329   |

График промене броја становника у току последњих година